# Diddl
Diddl est un personnage de souris et pas de gerbille comme certain détracteurs aiment l'affirmer, créé le 24 août 1990 par l'Allemand Thomas Goletz dont l'entreprise Depesche Vertrieb GmbH & Co. KG a les droits.
Tout d'abord héros d'une série de cartes postales, Diddl devient vite une mascotte éditée sur tous les supports possibles : crayons, gommes, cartables, sacs, cahiers, tasses, porte-clés, peluches, figurines, etc.

## Histoire

### Création et «Diddlmania»
Le 24 août 1990, le personnage de Diddl est dessiné pour la première fois par Thomas Goletz. Le dessinateur envoie ses dessins à l'éditeur allemand Depesche qui les fait imprimer sur des cartes postales. 
En 1991, le personnage possède 48 cartes postales à son effigie.
À la demande de l'éditeur, une équipe de 50 designers est recrutée afin de créer toutes sortes d'articles de papeterie mais aussi des vêtements, des tirelires, des tasses, etc,.
En 2004, la marque est présente dans une trentaine de pays et génère 150 millions d'euros de chiffre d'affaires. L'entreprise compte près de 350 salariés. Le distributeur officiel des produits est la société  Depesche   .
Du fait de sa popularité chez les enfants et de l'engouement pour les milliers de produits dérivés, le phénomène est appelé la « Diddl-mania »,.

### Déclin et tentative de retour
À la fin des années 2000, la marque perd en popularité et en 2014, la société Despeche met fin à sa distribution. Le dessinateur Thomas Goletz récupère tous les droits.
En 2015, la souris fête ses 25 ans. La télévision allemande la désigne comme l'un des 20 héros de ces vingt-cinq dernières années. La même année, Thomas Goletz accorde les droits de la licence à la société allemande Kiddinx Media.
En 2016, des produits Diddl sont de nouveau commercialisés sous la marque Diddl Forever notamment via une boutique en ligne. Cependant en 2020, la boutique n'est plus accessible. Le dessinateur déclare « Pour le moment, Diddl est en vacances » mais dit aussi qu'il a de « bonnes idées, mais elles doivent encore un peu mûrir. ».
En 2025, la société Kontiki annonce un retour de la souris dans les magasins pour automne 2025.

## Personnages

### Amis de Diddl[9]
- Diddlina, amoureuse de Diddl. Elle nait le 1er mai 1991 à Diddland.
- Wollywell, un mouton noir qui est très peureux et né le 6 juin 1996.
- Vanillivi, un mouton blanc porte-bonheur qui est né le 7 juillet 1996.
- Ackaturbo, un oiseau. Il est né le 12 décembre 1998 à 24 h.
- Pimboli, un petit ourson, malin et généreux, qui adore le miel et le pain d'épices. Il est né le 13 décembre 1998 à minuit. Ses meilleurs amis sont Diddl et Diddlina. Pimboli squattait dans la malle du grenier de Diddl lorsque celui-ci l'a découvert.
- Mimihopps, une lapine-renarde, compagne de Pimboli. Elle nait le 14 janvier 1999, elle a exactement 1 mois, 1 jour et 1 heure de moins que Pimboli.
- Galupy, un cheval qui aime les tendres ballades de Diddlina et Diddl et les pommes (son plat préféré) et est né le 22 septembre 2002. Il est le grand ami de Diddlina.
- Bibombl, un chien trouvé par Diddl. Il est né le 3 mars 2005.
- Milimits, une chatte de Diddlina trouvée sur une plage dans un tonneau. C'est une chatte avec une queue tigrée. Elle nait le 11 novembre 2006 à 11 h 11.
- Simsaly, floraliefée, née le 1er mai 2008 dans le monde féerique de Floralie.
- Dimmdann, abeilloubiciole (de père ver luisant et de mère abeille), née le 5 mai 2008 dans le champfleurisoleilcouchant du monde féerique de Floralie.
- Lalunaly, licorne floralie née le 9e jour de la floraison du mois lalunalylumineux (septembre) 2008 dans la caverne derrière la cascade arc-en-ciel.
- Lolli Lovebear, câlinounours né le 8 août 2008 dans le nord-est de Smoochikia, tout à côté du Pimbocaucase.
- Le Professeur Diddldaddl Blubberpeng, une souris, grand-oncle de Diddl. Il habite près du lac clair de lune étincelant, et est le scientifique du petit village de Diddl. Il est né le 11 octobre 1927 à Diddland.
- Merksmir Lettermampf, un serpent de bibliothèque. Il dévore les livres. Il ne se souvient plus de sa date de naissance !
- Hampfdiddl Bogart, plus grand détective de Souricity, né le 4 avril 1944 à 4 h 44 à Souricity.
- Tiplitaps, une tortue née le 1er juillet 2000 sur la plage de Souricity.

### Ennemis de Diddl
- Fritt the Frog, grenouille répugnante, née le 29 février 1992 dans l'île frog.
- Friedl the Frog, grenouille paresseuse, née le 29 février 1992 dans l'île frog.
- Fratt the Frog, grenouille grassouillette, née le 29 février 1992 dans l'île frog.
- Petit Pataud, Ours grassouillet et très malin, né(e) le 14 mars 1989 sur l'île des nounours.